# Ann Jillian

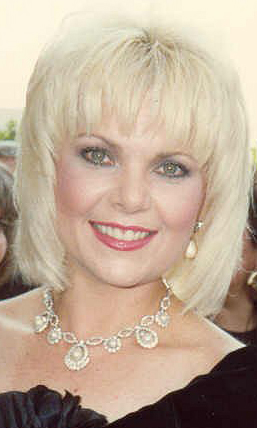
Ann Jillian bei den Emmy-Award 1989

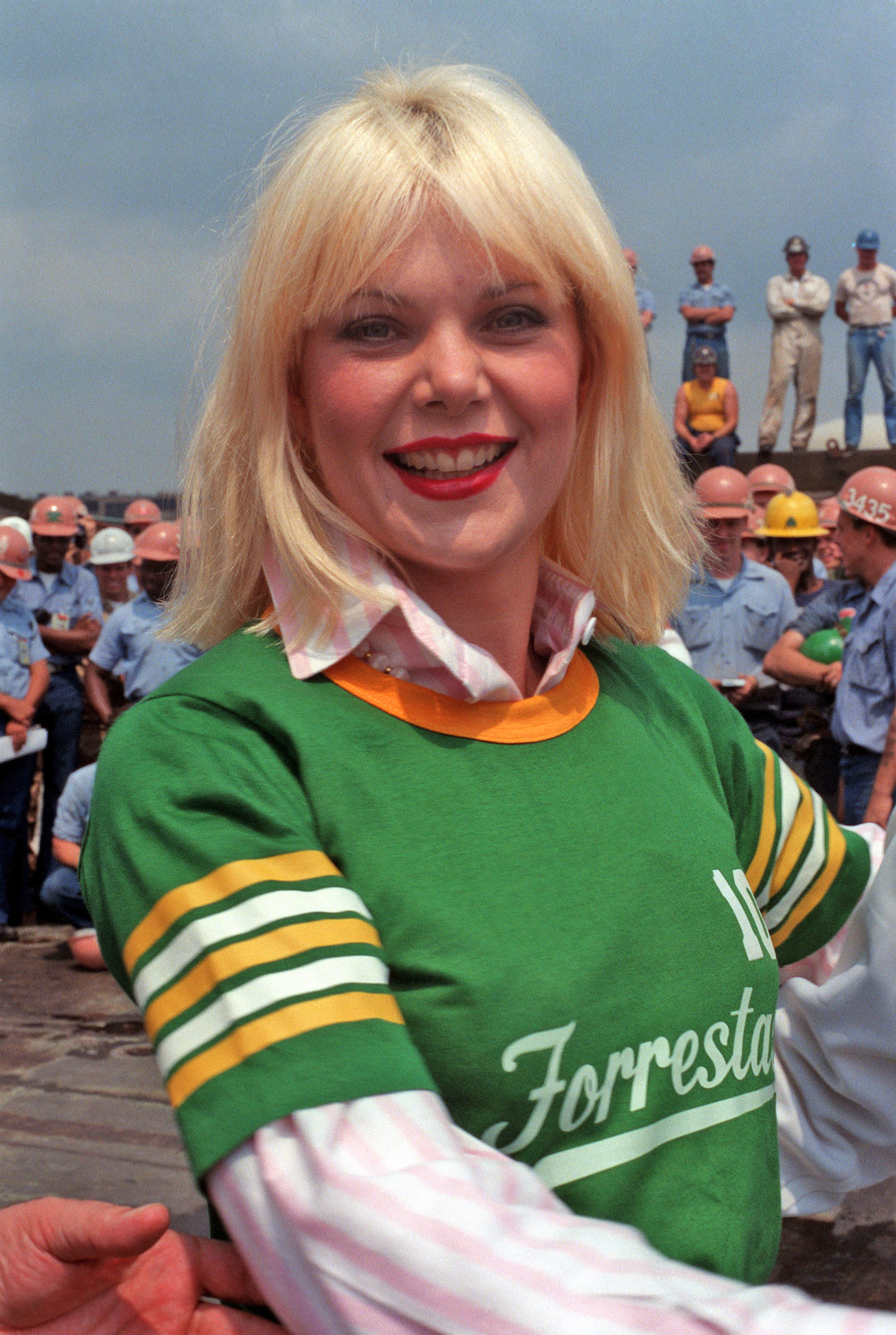
Ann Jillian (Philadelphia, 1984)

Ann Jillian (* 29. Januar 1950 in Cambridge, Massachusetts, als Ann Jura Nausėda) ist eine US-amerikanische Schauspielerin.

## Leben
Ann Jillian wurde als Ann Jura Nausėda als Tochter litauischer Einwanderer in Cambridge geboren und spricht dementsprechend auch Litauisch. Sie wuchs in einem römisch-katholischen Haushalt auf.
Nachdem Jillian bereits im Alter von zehn Jahren bei den Filmen Aufruhr im Spielzeugland und Gypsy – Königin der Nacht vor der Kamera stand, spielte sie kurze darauf vereinzelt in mehreren kleinen Serien wie Twilight Zone und Meine drei Söhne mit. Anfang der 1970er Jahre synchronisierte sie einige Figuren in den Zeichentrickserien Scooby-Doo, Where Are You! und Sealab 2020, bevor sie sich in den 1980er Jahren als Hauptdarstellerin für leichte Fernsehkomödien und -dramen durchsetzen konnte.
Obwohl sie eine etablierte Kinderdarstellerin war, hatte Jillian in den 1970ern eine Phase, in der sie kaum Aufträge erhielt, da sie zu alt war, um jugendliche Rollen und zu jung aussah, um erwachsene Rollen zu spielen. Mit vereinzelten Serieneinsätzen konnte sie sich über Wasser halten. Sie hatte genügend Zeit, sich auch anderweitig umzuschauen, so dass sie eine Zeit lang Psychologie studierte, wobei sie sich an den Rat des Castingdirectors Hoyt Bowers hielt, der ihr nahelegte „egal, was sie auch tut, immer an ihrem Handwerk zu arbeiten“. Also orientierte sie sich Richtung Musical und Theaterspiel, wobei sie mit dem Stück Words and Music auf Tour ging und mit dem Stück Sugar Babies 1979 am Broadway an der Seite von Mickey Rooney und Ann Miller spielte.
Als ihre Karriere wieder losging, erhielt sie für die Hauptrolle in der Fernsehproduktion Mae West eine Nominierung als Beste Hauptdarstellerin – Mini-Serie oder TV-Film bei den Golden Globe Awards 1983. Allerdings konnte sie sich nicht gegen Ingrid Bergman durchsetzen. Dafür erhielt sie diese Auszeichnung bei den Golden Globe Awards 1989 für den Film Die Geschichte der Ann Jillian, bei der sie sich selbst spielte. Der Film erzählt die Geschichte über ihre Brustkrebs-Erkrankung und wie sie diese, unter anderem durch eine doppelte Mastektomie, besiegte und sich fortan für ihren öffentlichen Kampf gegen Brustkrebs engagierte.
Im folgenden Jahr erhielt sie mit Ann Jillian ihre eigene Comedyshow bei NBC, welche allerdings nach 13 Folgen wieder abgesetzt wurde.
Ann Jillian ist seit 1977 mit einem Chicagoer Polizisten Andy Murcia verheiratet, mit dem sie einen gemeinsamen Sohn hat. Kurz nach der Heirat quittierte er seinen Dienst und kümmerte sich mit um die Karriere seiner Frau.

## Filmografie (Auswahl)
- 1961: Aufruhr im Spielzeugland (Babes in Toyland)
- 1962: Gypsy – Königin der Nacht (Gypsy)
- 1963: Twilight Zone (Fernsehserie, eine Folge)
- 1964: Meine drei Söhne (My Three Sons, Fernsehserie, eine Folge)
- 1971: Die Partridge Familie (The Partridge Family, Fernsehserie, eine Folge)
- 1974: Kojak – Einsatz in Manhattan (Kojak, Fernsehserie, eine Folge)
- 1982: Mae West
- 1983: Mr. Mom
- 1983: Operation Osaka (Girls of the White Orchid)
- 1985: Alice im Wunderland (Alice in Wonderland, Fernsehfilm)
- 1986: Des Teufels Spiegelbild (Killer in the Mirror)
- 1987: Perry Mason und die verheiratete Dirne (Perry Mason: The Case of the Murdered Madam)
- 1987: Sturz ins Dunkel: Die Geschichte einer Mutter (Convicted: A Mother's Story)
- 1988: Die Geschichte der Ann Jillian (The Ann Jillian Story)
- 1989: Unbarmherzige Meute (Original Sin)
- 1989: Zweimal Rom und zurück (Little White Lies)
- 1992: Liebling, wie werde ich die Kinder los? (Mario and the Mob)
- 1993: Ein Kind um jeden Preis – Die Geschichte der Arlette Schweitzer (Labor of Love: The Arlette Schweitzer Story)
- 1994: Ein Herz für mein Baby (The Disappearance of Vonnie)
- 1994: MacShayne: Der Casino-Coup (MacShayne: Winner Takes All)
- 1995: Love and Terror (It Was Him or Us)
- 1995: Schatz, Du bist verhaftet (Fast Company)
- 1996: Eine fast gelungene Affäre (The Care and Handling of Roses)
- 1996: Mutter mit Fünfzehn (Our Son, the Matchmaker)
- 1997: Heimkehr der Liebe – Das Weihnachtswunder von St. Nicholas (I'll Be Home for Christmas, Fernsehfilm)